# هرونوگی اونزولا
هرونوگی اونزولا (انگلیسی: Hervenogi Unzola؛ زادهٔ ۳ مهٔ ۱۹۹۲) بازیکن فوتبال اهل آلمان است.
وی همچنین در تیم ملی فوتبال جوانان آلمان بازی کرده‌است.